# S. M. Krishna

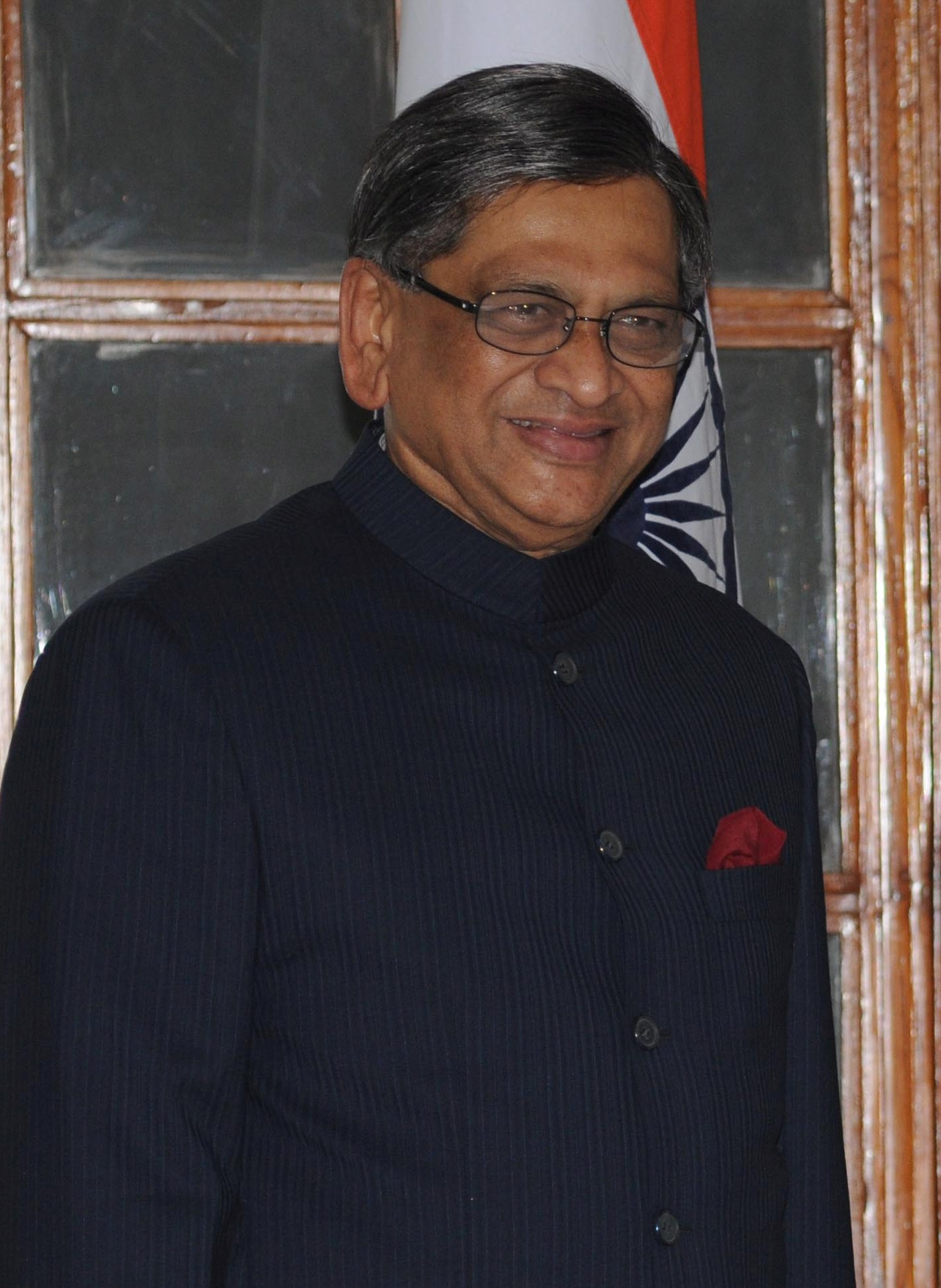
S. M. Krishna (2009)

S. M. Krishna (Somanahalli Mallaiah Krishna; Kannada: ಎಸ್.ಎಂ.ಕೃಷ್ಣ; * 1. Mai 1932 in Somanahalli, Distrikt Mandya; † 10. Dezember 2024 in Bengaluru) war ein indischer Politiker (Kongresspartei). Von Mai 2009 bis Oktober 2012 war er der Außenminister Indiens. Zuvor war er von 1999 bis 2004 Chief Minister (Regierungschef) des Bundesstaates Karnataka und 2004 bis 2008 Gouverneur des Bundesstaates Maharashtra.

## Biografie

### Frühe Jahre
S. M. Krishna wurde am 1. Mai 1932 im Dorf Somanahalli im Distrikt Mandya im Süden des heutigen Bundesstaates Karnataka geboren. Er war Hindu und gehörte zu den Vokkaliga, einer vor allem im Süden Karnatakas stark vertretenen Kaste, die neben den ebenfalls zahlenmäßig starken Lingayat eine wichtige Rolle in der von Kastenloyalitäten geprägten Politik Karnatakas spielt.
Nach dem Erwerb des Bachelor of Arts (B.A.) am Maharaja’s College in Mysuru studierte S. M. Krishna Rechtswissenschaften am University Law College in Bangalore, das er mit einem Bachelor of Laws (LL.B.) beendete. Später absolvierte er 1959 ein Postgraduiertenstudium an der Southern Methodist University in University Park, Dallas sowie mit einem Fulbright-Stipendium (Fulbright Scholar) an der Juristischen Fakultät (Law School) der George Washington University in Washington, D.C. Aus einer 1964 geschlossenen Ehe gingen zwei Töchter hervor.

### Beginn der politischen Laufbahn
Kurz nach seiner Rückkehr nach Indien begann S. M. Krishna seine politische Karriere zunächst in der Praja Socialist Party. 1962 wurde er zum Abgeordneten der Karnataka Legislative Assembly, des Unterhauses des Parlaments des Bundesstaates Karnataka, gewählt und gehörte dieser bis 1967 an. Während dieser Zeit war er Delegierter in der Parlamentarischen Versammlung des Commonwealth of Nations. 1968 wurde er in einer Nachwahl im Wahlkreis Mandya erstmals in die Lok Sabha, das Unterhaus des gesamtindischen Parlaments gewählt. Nach seinem Wechsel in die Kongresspartei wurde Krishna 1971 wiedergewählt, trat aber 1972 wieder zurück. Zwischen 1972 und 1977 war er Mitglied im Oberhaus des Parlaments von Karnataka (Karnataka Legislative Council) sowie Minister für Industrie, Handel und Parlamentarische Angelegenheiten der Regierung des Bundesstaates.
1980 wurde er erneut als Vertreter des Wahlkreises Mandya zum Abgeordneten der Lok Sabha gewählt und gehörte dieser bis zum Ende der 7. Legislaturperiode 1984 an. Während dieser Zeit war er 1982 Mitglied der Delegation bei den Vereinten Nationen. 1983 wurde Krishna als Staatssekretär für Industrie in die Regierung von Premierministerin Indira Gandhi berufen. Nach deren Tod war er zwischen 1984 und 1985 Staatssekretär für Finanzen im Kabinett von Premierminister Rajiv Gandhi.
Anschließend war er wieder überwiegend in seinem Heimatstaat Karnataka politisch aktiv und zunächst von 1989 bis 1992 Abgeordneter und Sprecher der Karnataka Legislative Assembly. Danach wurde er 1992 Stellvertretender Chief Minister von Karnataka und behielt dieses Amt bis zum Ende der Amtszeit von Chief Minister M. Veerappa Moily 1994 bei. 1996 wurde er als Vertreter von Karnataka zum Mitglied der Rajya Sabha, des Oberhauses des gesamtindischen Parlaments, gewählt und gehörte diesem zehn Jahre bis 2006 an.

### Chief Minister, Gouverneur und Außenminister

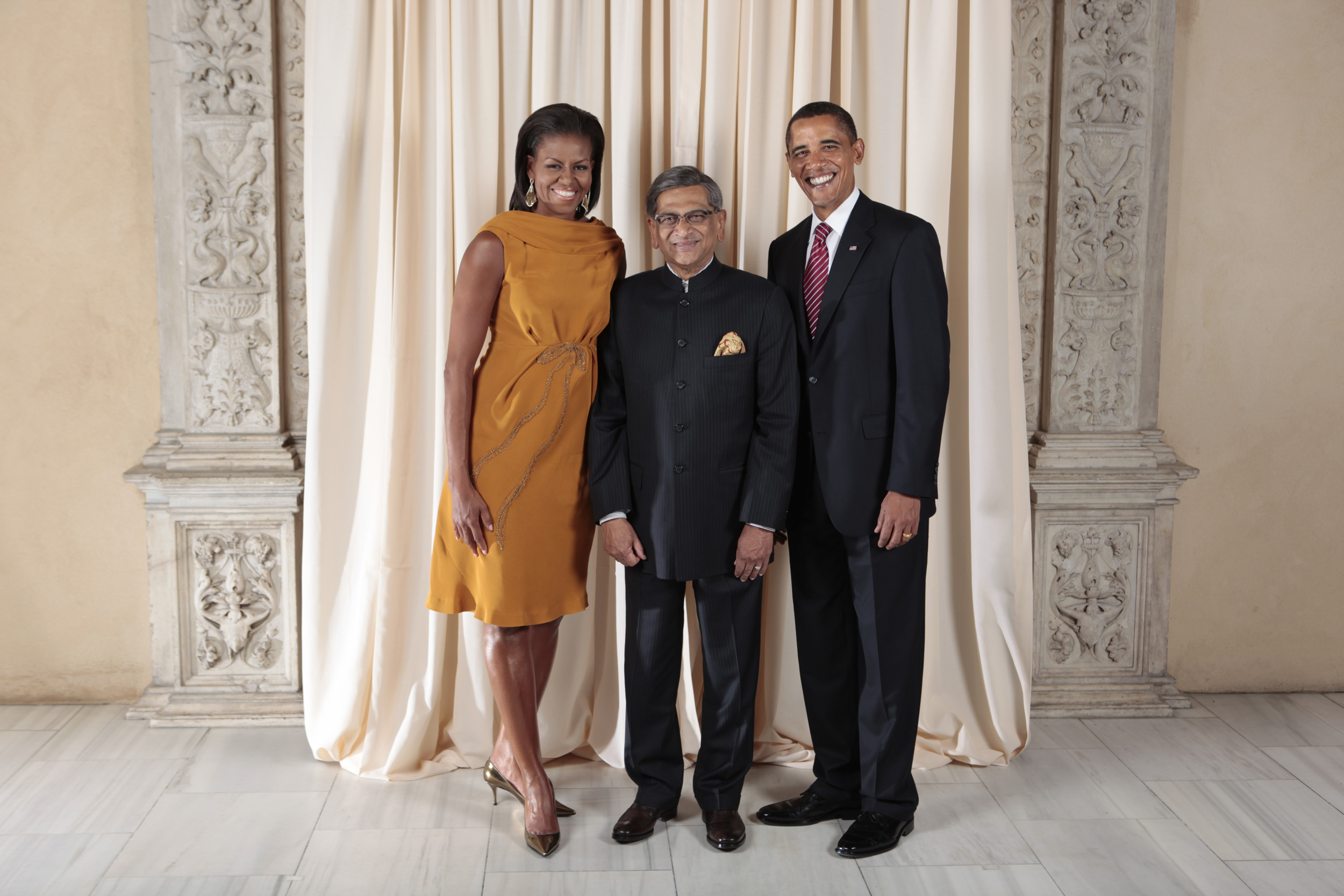
S. M. Krishna (Mitte) mit US-Präsident Barack Obama und First Lady Michelle Obama bei einem Besuch in den USA (2009)

S. M. Krishna war 1999 als Vorsitzender der Kongresspartei in Karnataka Spitzenkandidat bei den Parlamentswahlen in dem Bundesstaat und wurde nach dem Wahlerfolg seiner Partei Chief Minister (Regierungschef) Karnatakas. Gerade in dieser Zeit erwarb er sich den Ruf des Vaters des modernen Bangalore durch die Ansiedlung von Firmen aus der Informationstechnik. Des Weiteren hatte er maßgeblichen Anteil an der Durchführung von Reformen in der Elektrizitätsversorgung, der Erweiterung von Public Private Partnership sowie der Einrichtung der Bangalore Advance Task Force. 2004 wurde er auch als Mitglied des Parlaments wiedergewählt. Nachdem die Kongresspartei als Ergebnis der Wahl über keine eigene Mehrheit verfügte und ihr Koalitionspartner, die Janata Dal (Secular), die Ablösung Krishnas zur Bedingung für eine Regierungsbeteiligung machte, musste Krishna das Amt des Chief Ministers an seinen Parteikollegen N. Dharam Singh abgeben.
2004 wurde Krishna Gouverneur des Bundesstaates Maharashtra, erklärte jedoch am 5. März 2008 seine Rücktrittsabsicht. Einen Tag darauf nahm Präsidentin Pratibha Patil seinen Rücktritt an. Im Oktober 2008 wurde Krishna erneut als Vertreter Karnatakas in die Rajya Sabha gewählt.
Am 22. Mai 2009 wurde Krishna schließlich von Premierminister Manmohan Singh zum Minister für Auswärtige Angelegenheiten in dessen Zweites Kabinett berufen und damit zum Nachfolger von Pranab Mukherjee. Im September 2009 geriet er zusammen mit dem Stellvertretenden Außenminister und früheren Stellvertretenden UN-Generalsekretär für Presse und Information Shashi Tharoor in die Schlagzeilen. Die Vorwürfe von Übernachtungen in Luxushotels auf Kosten von Steuerzahlern erwiesen sich als unkorrekt, und beide erklärten, dass diese Aufenthalte von ihnen privat gezahlt wurden. Dennoch unterließen beide nach einer Stellungnahme von Finanzminister Pranab Mukherjee weitere derartige Aufenthalte. Im Februar 2011 las der 78-Jährige vor der UNO rund drei Minuten lang von einem Skript ab, das eigentlich Portugals Außenminister Luís Amado gehörte.
Am 26. Oktober 2012 trat Krishna von seinem Amt zurück, um seinen Posten im Vorfeld einer größeren Kabinettsumbildung freizugeben. Nachfolger wurde Salman Khurshid.
Er starb im Dezember 2024 im Alter von 92 Jahren in seinem Haus in Bengaluru.